# Jasmin Telalović
Jasmin Telalović (Zvornik, 1977. – Zagreb, 10. veljače 2023.) bio je bosanskohercegovački i hrvatski kazališni, televizijski i filmski glumac.

## Filmografija

### Televizijske uloge
- "Bumerang" kao policajac (2006.)
- "Naša mala klinika" kao novinar časopisa "Znanost i tehnika" (2006.)
- "Cimmer fraj" kao mladoženja/Fran (2006. – 2007.)
- "Bibin svijet" kao Mario (2008.)
- "Bitange i princeze" kao svećenik Stribor (2007. – 2008.)
- "Odmori se, zaslužio si" kao Romano (2007. – 2008.)
- "Zakon!" kao tip s kukom (2009.)
- "Mamutica" kao Mario (2009.)
- "Stipe u gostima" kao Darko (2009.)
- "Stipe u gostima" kao Vinko (2011.)
- "Nedjeljom ujutro, subotom navečer" kao Kemija (2012.)
- "Patrola na cesti" kao Damjan (2016.)
- "Ko te šiša" kao Matek (2018.)
- "Na granici" kao Mićo (2019.)
- "Metropolitanci" kao Zlatko Serdar (2022.)

### Filmske uloge
- "Rano buđenje" (1999.)
- "Crvena prašina" kao radnik (1999.)
- "Nebo, sateliti" kao hrvatski vojnik #2 (2000.)
- "Tu" kao Kavi (2003.)
- "Ne pitaj kako!" kao Buha (2006.)
- "Ljubavni život domobrana" kao konobar (2009.)
- "Most na kraju svijeta" (2014.)

## Vanjske poveznice
- Jasmin Telalović u internetskoj bazi filmova IMDb-u (engl.)
- Stranica na ZKM.hr  Arhivirana inačica izvorne stranice od 1. rujna 2011. (Wayback Machine)